# Richard William Church
Richard William Church (født 25. april 1815 i Lissabon, død 10. december 1890) var en engelsk
anglokatolsk teolog, brodersøn af Richard Church.
Han blev præst 1850 og var fra 1871 dean ved St Paulskirken i London. Han sluttede sig til Oxfordbevægelsen, som han har skildret i The Oxford Movement (1891), og var en betydelig kirkehistoriker og Dantekender samt en dygtig prædikant.